# Giorgio Bolza
Giorgio Bolza (Chiasso, 1880 – Milano, 1º dicembre 1945) è stato un commediografo, poeta e paroliere italiano.

## Biografia
Nacque a Chiasso da nobile famiglia originaria di Como. Si trasferì fin da giovane a Milano, dove visse per il resto della sua vita lavorando come impiegato bancario.
Affetto da una forte sordità che gli rendeva difficoltosa la comunicazione con gli altri, fu autore di poesie delicate e sentimentali e di commedie, tutto in dialetto milanese.
È noto soprattutto per una serie di commedie teatrali ed atti unici come Ona volada de strasc (1925) e La bionda de Porta Cicca (1930), divenuti popolari nell'ambito del teatro dialettale milanese.
È stato sepolto al Cimitero Maggiore di Milano, ove i suoi resti sono in seguito stati collocati in una celletta.

## Teatro
- Dopo el nivol el seren, un atto, 1902
- Le medaglie, 1909 (da Luigi Pirandello)
- Nel vicolo, dramma in un atto, 1911
- El broch e l’HP, un atto, 1921
- La vagabonda, un atto, 1921
- Longalonghera, un atto, 1922
- Doman tàca foeugh!, un atto, 1922
- Dal biberon in su, 1922
- La cordetta, due atti, 1922
- Mira Norma…, due atti, 1922
- Verde, verde, verde, un atto, 1923
- Giò bott!, un atto, 1924
- El bailott, un atto, 1925
- Ona volada de strascc, 1925
- Su e giò de la scala, due atti, 1926
- Un’occhiata di sole, 1926
- Abat-jour, un atto, 1926
- On fer de caval, un atto, 1928
- La Reginetta, 1928
- On boff de vent, tre atti, 1928
- La pelizza de martora, 1928
- La calamitta, 1928
- La luna sui tecc, 1928
- A bella de Torriggia, tre atti, 1928
- A Natal se piang no, 1928
- Cravatta bianca, tre atti, 1929
- I violett della Gaitana, 1929
- Addio Navili, 1929
- La bottega di velen, 1929
- Ona marsina che va a penell, 1929
- El leon e i pegôr, 1929
- I balonitt de carta, un atto, 1930
- Rondin sul lagh, un atto, 1930
- Capann de Pasqua, un atto, 1930
- La bionda de Porta Cicca, 1930
- El menabòn, un atto, 1931
- Milanin-Milanôn, 1931
- L’amore sotto il glicine, 1932
- I robb a post!, tre atti, 1932
- Angiolino, tre atti, 1933
- Il soffietto, un atto, 1934
- Fammi ridere, buffone, tre atti, 1934
- Nozze d’oro, 1935
- Maggio, radiodramma, 1935
- La portinara, monologo, 1939
- Lo sguattero e l’azalea, radiodramma
- Il do di petto e il do di grazia, radiodramma

## Canzoni
- Salve Italia! Inno-Marcia, parole di Giorgio Bolza, musica di Luigi Silva, 1915
- Marcia Latina, parole di Giorgio Bolza, musica di Aldo Franchetti, 1917

## Opere
- La ranza: rime in dialetto milanese, Milano, A. Foa, 1911
- Lui lei e un pollo: scene, scenette e scenate, Varese, M. Feltro, 1926
- El Cafè del genoeucc. Versi in dialetto milanesi, Milano, Istituto Italico, 1929
- Poesie in dialetto milanese, Milano, Istituto Italico, 1930
- La luna sui tecc (La luna sui tecc. Ona marsina che va a penell. I balonitt de carta), Milano, Famiglia meneghina, 1930
- Cafè concert: sonetti in dialetto milanese, Milano, Rizzoli, 1931
- El cervellée de la sùra Jeanne: sestine in dialetto milanese, Como, Cavalleri, 1932
- Canzôn e sógn: poesie in dialetto milanese, Como, Cavalleri, 1933.
- Ona valis: V'en cunti vunna. Sestine in dialetto Milanese, Como, Cavalleri, 1935
- I colôr e la modèlla: quartine in dialetto milanese, Milano, Ceschina, 1935
- I compagn de scoeula: nuove poesie in milanese, Milano, Ceschina, 1936
- Maestro, musica: quartine allegrette, Milano, Ceschina, 1937
- On scatolin de guggitt: favole in milanese suggerite dagli apologhi di Giovanni Capasso, Milano, 1940
- On sabet grass: quartinn in milanês, Milano, Ariel, 1941
- Granitt de pever: favole in milanese suggerite dagli apologhi di Giovanni Capasso, Milano, Ariel, 1942
- Radiocommedie in un atto, presentazione di Umberto Colombini, Milano, G. Valsecchi Editore, 1945
- Favole: poesie in dialetto milanese, prefazione di Severino Pagani, Milano, Spartaco Giovene, 1946
- Tipi e macchiette della Milano di ieri e d'oggi, Milano, Famiglia meneghina, 1946